# Bufo torrenticola
Bufo torrenticola — вид жаб родини ропухових (Bufonidae).

## Поширення
Ендемік Японії. Поширений в регіонах Тюбу та Кінкі на острові Гонсю. Його природними середовищами існування є помірні ліси та річки.

## Опис
Самці завдовжки від 70 до 121 мм, а самиці від 88 до 168 мм.

## Спосіб життя
Розмноження відбувається у стрімках з квітня по травень. Самиця відкладає нитку яєць, кількість яких коливається від 2500 до 4000, а діаметр становить 2,4–2,7 мм. Метаморфоза завершується в серпні.